# 1995 na música

Jagged Little Pill é lançado no dia 13 de Junho, se tornando um álbum clássico e icônico no mundo da música, vendendo mais de 35 milhões de cópias ao redor do mundo.

## Eventos
- Surge a banda Puffy AmiYumi, formada por Ami Onuki e Yumi Yoshimura.
- Surge a banda Evanescence, formada por Amy Lee e Ben Moody.
- Surge a banda Slipknot.
- Surge a banda Disturbed.
- Surge a banda Limp Bizkit.
- Surge a banda brasileira CPM 22.

## Álbuns
- É lançado, em 27 de Março, Frogstomp, primeiro álbum de estúdio da banda australiana Silverchair.
- Em 28 de março, a banda estadunidense Skid Row lança o álbum Subhuman Race.
- Em 25 de abril, a banda mexicana Maná lança o quarto álbum de estúdio intitulado Cuando los ángeles lloran com a faixa-título dedicada ao ecologista  Chico Mendes.
- No dia 17 de maio é lançado Cheio, a primeira coletânea da banda portuguesa de rock UHF.[1]
- Em junho, Michael Jackson lança seu álbum HIStory: Past, Present and Future – Book I, o álbum duplo mais vendido da história. Encontram-se, nesse álbum, algum dos maiores sucessos de sua carreira, como They Don't Care About Us, You Are Not Alone e Earth Song.
- A cantora Alanis Morissette lança o álbum Jagged Little Pill no dia 13 de junho, sendo levada ao estrelato e consagração total no mundo musical. O álbum vendeu 35 milhões de cópias ao redor do mundo.
- em 14 de junho, a cantora e apresentadora brasileira Eliana lança seu terceiro álbum de estúdio, "Eliana".
- No dia 23 de junho, a banda de rock cômico brasileira Mamonas Assassinas lança seu único álbum de sua meteórica carreira, que vendeu mais de 3 milhões de cópias - recorde em álbum de estreia, e emplacou vários hits como "Vira Vira", "Pelados em Santos", "Chopis Centis" entre outros.
- 27 de junho - Lançamento do álbum These Days, da banda de rock estadunidense Bon Jovi.
- Foo Fighters (álbum) é o álbum de estreia da banda americana Foo Fighters. Foi lançado no dia 4 de julho. Teve origem de uma fita demo que Dave Grohl fez onde ele tocava todos os instrumentos.
- No dia 8 de agosto, a banda de rock n' roll Kiss grava o famoso Kiss Unplugged, voltando a tocar com a formação original após 15 anos de separação. Esse show foi um dos motivos para, um ano depois, eles voltarem à ativa com a formação original e com as famosas e antigas performances dos anos 1970.
- Em 12 de setembro, os Red Hot Chili Peppers lançam seu sexto álbum de estúdio, o One Hot Minute, sendo o único com a participação do guitarrista Dave Navarro.
- 29 de Setembro - É lançado o álbum Herzeleid, o primeiro álbum de estúdio da banda alemã Rammstein.
- Em outubro, é lançando o oitavo disco da banda brasileira Engenheiros do Hawaii: Simples de Coração.
- Em 1 de outubro, a cantora e atriz mexicana Thalía lança seu quarto álbum de estúdio: En Éxtasis.
- Em 2 de outubro, é lançado o álbum The X Factor, do Iron Maiden, com Blaze Bayley nos vocais. No mesmo dia, é lançado, nas lojas, (What's the Story) Morning Glory?, segundo disco do Oasis.
- Mariah Carey lança seu álbum Daydream no dia 3 de outubro, tornando-se o álbum de Carey mais revisado na época.
- Em 10 de outubro, os californianos do Green Day lançam o álbum Insomniac.
- 30 de Outubro - A dupla sueca Roxette lança sua primeira compilação, Don't Bore Us - Get to the Chorus! Roxette's Greatest Hits, com quatro canções inéditas. No entanto, o álbum só foi lançado nos Estados Unidos em 26 de setembro de 2000.
- Em novembro é lançado a compilação de vários artistas consagrados da música portuguesa alusiva ao Natal, Espanta Espíritos, constituída por temas inéditos com sonoridades do pop rock, hip hop e da música popular.[2]
- Em 2 de novembro, é lançado o disco Lavô Tá Novo, segundo álbum de estúdio da banda de rock brasiliense Raimundos.
- 7 de novembro - A banda grunge Alice in Chains lança o álbum Alice in Chains, o último álbum de estúdio com o vocalista e guitarrista Layne Staley. No mesmo dia, Madonna lança a coletânea Something to Remember.
- No dia 22 de setembro, a dupla brasileira Sandy & Junior lança seu quinto álbum de estúdio, Você é D+.
- Em 23 de Outubro, é lançado Mellon Collie and the Infinite Sadness, o terceiro álbum de estúdio da banda The Smashing Pumpkins.
- A banda Queen lança, em 6 de Novembro, o seu décimo-quinto álbum, Made In Heaven, um álbum póstumo que contém gravações inéditas de Freddie Mercury (falecido em 1991) e regravações de músicas já lançadas. O álbum é um sucesso, vendendo cerca de 20 milhões de cópias pelo mundo.
- A cantora brasileira Simone lança o CD 25 de Dezembro, o primeiro disco da história da indústria fonográfica brasileira que apresenta exclusivamente canções cristãs/natalinas. O disco vendeu mais de 1,5 milhões de cópias em um mês e meio.
- Aline Barros lança seu primeiro álbum de estúdio: Sem Limites.
- A cantora Patricia Marx lança seu sexto álbum de estúdio: Quero Mais.
- O grupo brasileiro de pagode Grupo Pixote lança o seu primeiro disco, "Brilho de Cristal".
- O grupo de pagode Negritude Júnior lança o seu quarto disco, "Gente da Gente".
- O grupo de pagode Art Popular lança o seu segundo disco, "Nova Era".
- Lançamento do álbum 12, da banda alemã The Notwist.

## Singles
- Em 24 de Agosto, é lançado o single "Du Riechst so Gut", o primeiro single da banda alemã Rammstein, que contém músicas do álbum lançado no mesmo ano.

## Músicas
- Lançamento da música Pelados em Santos, da banda brasileira Mamonas Assassinas.

## Shows
- Em 14 de janeiro, a banda brasileira Legião Urbana faz seu último concerto.

## Prêmios e vendas
- É realizado o primeiro MTV Video Music Brasil, o mais importante prêmio da música brasileira.

## Nascimentos
| Data            | Nome                 | Profissão                                                      | Nacionalidade             | Observações | Ref |
| --------------- | -------------------- | -------------------------------------------------------------- | ------------------------- | ----------- | --- |
| 1 de janeiro    | Poppy                | cantora e compositora                                          | Estados Unidos            |             |     |
| 3 de janeiro    | Jisoo                | cantora, atriz e modelo, membro do BLACKPINK                   | Coreia do Sul             |             |     |
| 18 de janeiro   | MC Maneirinho        | cantor e compositor                                            | Brasil                    |             |     |
| 7 de fevereiro  | Gloria Groove        | drag queen, ator, cantor e compositor                          | Brasil                    |             |     |
| 9 de Fevereiro  | Johnny               | cantor e dançarino, membro do NCT                              | Estados Unidos            |             |     |
| 12 de Fevereiro | Daniela Aedo         | Atriz, cantora, compositora e usixista                         | México                    |             |     |
| 15 de fevereiro | Megan Thee Stallion  | rapper                                                         | Estados Unidos            |             |     |
| 16 de fevereiro | Denzel Curry         | rapper                                                         | Estados Unidos            |             |     |
| 22 de fevereiro | Lexa                 | cantora e compositora                                          | Brasil                    |             |     |
| 23 de fevereiro | SYRO                 | cantor e baterista                                             | Portugal                  |             |     |
| 6 de março      | Jeff Satur           | ator, cantor e modelo                                          | Tailândia                 |             |     |
| 25 de março     | Jadsa                | cantora e compositora e guitarrista                            | Brasil                    |             |     |
| 1 de abril      | Logan Paul           | rapper, ator, lutador profissional e personalidade da internet | Estados Unidos            |             |     |
| 5 de abril      | Daniel Caesar        | cantor e compositor                                            | Canadá                    |             |     |
| 10 de abril     | Fahree               | cantor e compositor                                            | Azerbaijão                |             |     |
| 20 de abril     | Potyguara Bardo      | cantor, compositor e drag queen                                | Brasil                    |             |     |
| 24 de abril     | Ludmilla             | cantora, compositora e empresária                              | Brasil                    |             |     |
| 24 de abril     | Kehlani              | cantora e compositora                                          | Estados Unidos            |             |     |
| 28 de abril     | Melanie Martinez     | cantora, compositora e atriz                                   | Estados Unidos            |             |     |
| 2 de maio       | Vitória Falcão       | cantora, membro do Anavitória                                  | Brasil                    |             |     |
| 2 de maio       | Lucy Dacus           | cantora e membro do boygenius                                  | Estados Unidos            |             |     |
| 9 de maio       | Shaboozey            | cantor, compositor e produtor musical                          | Estados Unidos            |             |     |
| 10 de maio      | Aya Nakamura         | cantora e compositora                                          | Mali · França             |             |     |
| 5 de junho      | Troye Sivan          | cantor                                                         | África do Sul · Austrália |             |     |
| 15 de junho     | Tasha Okereke        | rapper                                                         | Brasil                    |             |     |
| 15 de junho     | Tracie Okereke       | rapper                                                         | Brasil                    |             |     |
| 23 de junho     | Danna Paola          | Atriz, Cantora, compositora e modelo                           | México                    |             |     |
| 30 de junho     | Bbno$                | rapper e compositor                                            | Canadá                    |             |     |
| 1 de Julho      | Taeyong              | rapper e compositor, membro do NCT                             | Coreia do Sul             |             |     |
| 2 de julho      | Felipe Araújo        | cantor e compositor                                            | Brasil                    |             |     |
| 3 de julho      | Liniker              | cantora e compositora                                          | Brasil                    |             |     |
| 4 de julho      | Post Malone          | cantor, compositor e rapper                                    | Estados Unidos            |             |     |
| 10 de julho     | MC Kekel             | cantor e compositor                                            | Brasil                    |             |     |
| 16 de julho     | CKay                 | cantor, compositor e produtor                                  | Nigéria                   |             |     |
| 22 de julho     | Marília Mendonça     | cantora e compositora                                          | Brasil                    | m. 2021     |     |
| 23 de julho     | Hwasa                | cantora                                                        | Coreia do Sul             |             |     |
| 11 de Agosto    | Tierra Whack         | rapper e compositora                                           | Estados Unidos            |             |     |
| 15 de Agosto    | Chief Keef           | rapper, compositor e produtor                                  | Estados Unidos            |             |     |
| 22 de Agosto    | Dua Lipa             | cantora, compositora e modelo                                  | Reino Unido               |             |     |
| 24 de Agosto    | Justine Skye         | cantora, compositora                                           | Estados Unidos            |             |     |
| 31 de Agosto    | MC Paulin da Capital | cantor                                                         | Brasil                    |             |     |
| 22 de setembro  | Nayeon               | cantora e compositora, membro do TWICE                         | Coreia do Sul             |             |     |
| 25 de setembro  | Sofía Reyes          | atriz e cantora                                                | México                    |             |     |
| 13 de Outubro   | Jimin                | cantor e dançarino                                             | Coreia do Sul             |             |     |
| 17 de Outubro   | Queen Naija          | cantora e compositora                                          | Estados Unidos            |             |     |
| 18 de Outubro   | Agoney               | cantor                                                         | Espanha                   |             |     |
| 21 de Outubro   | Majur                | musicista                                                      | Brasil                    |             |     |
| 22 de Outubro   | Doja Cat             | cantora, rapper e compositora                                  | Estados Unidos            |             |     |
| 26 de Outubro   | Yuta Nakamoto        | cantor e dançarino, membro do NCT                              | Japão                     |             |     |
| 30 de Outubro   | Gabily               | cantora                                                        | Brasil                    |             |     |
| 20 de novembro  | Michael Clifford     | cantor e instrumentista, membro do 5 Seconds of Summer         | Austrália                 |             |     |
| 29 de novembro  | Laura Marano         | cantora e atriz                                                | Estados Unidos            |             |     |
| 3 de dezembro   | Anna Iriyama         | cantora e atriz                                                | Japão                     |             |     |
| 3 de dezembro   | Angèle               | cantora e compositora                                          | Bélgica                   |             |     |
| 26 de dezembro  | Saulo Poncio         | cantor                                                         | Brasil                    |             |     |
| 29 de dezembro  | Ross Lynch           | cantor, ator, dançarino e instrumentista                       | Estados Unidos            |             |     |
| 30 de dezembro  | Kim Taehyung         | cantor, ator e compositor                                      | Coreia do Sul             |             |     |

## Mortes
| Data           | Nome                          | Profissão                  | Nacionalidade  | Observações | Ref |
| -------------- | ----------------------------- | -------------------------- | -------------- | ----------- | --- |
| 5 de janeiro   | Geraldo Filme                 | compositor                 | Brasil         | n. 1928     |     |
| 26 de Março    | Eazy-E (Eric Lynn Wright)     | músico                     | Estados Unidos | n. 1963     |     |
| 31 de março    | Selena Quintanilla Perez      | cantora                    | Estados Unidos | n. 1971     |     |
| 16 de Maio     | Lola Flores                   | atriz, bailarina e cantora | Espanha        | n. 1923     |     |
| 12 de Junho    | Arturo Benedetti Michelangeli | pianista                   | Itália         | n. 1920     |     |
| 24 de Junho    | Ivon Cury                     | cantor, compositor e ator  | Brasil         | n. 1928     |     |
| 30 de Junho    | Phyllis Hyman                 | cantora                    | Estados Unidos | n. 1949     |     |
| 1 de julho     | Albertinho Fortuna            | cantor                     | Brasil         | n. 1922     |     |
| 19 de Agosto   | Pierre Schaeffer              | compositor                 | França         | n. 1910     |     |
| 30 de Agosto   | Agepê                         | cantor                     | Brasil         | n. 1942     |     |
| 25 de Dezembro | Dean Martin                   | cantor e ator              | Estados Unidos | n. 1917     |     |